# Unión Solidaridad No Partidista
La Unión Solidaridad No Partidista (Chino tradicional: 無黨團結聯盟; Wade-Giles: Wu Tang T'uan Chieh Lien Meng; Pinyin: Wú dǎng tuánjié liánméng) es un partido político de la República de China en Taiwán. Fue fundado el 15 de junio de 2004, liderado por su presidenta líder Chang Po-ya y emergió un actor importante en la escena política nacional durante las elecciones del Yuan Legislativo de 2004, con 26 candidatos a circunscripción local y asientos aborígenes y otros 6 nominados para los escaños de representación proporcional. Ganó seis escaños en el sexto Yuan Legislativo y tres escaños en el séptimo Yuan Legislativo. Se alió con la pro-china Coalición pan-azul desde 2014, pero no hace ninguna declaración con respecto al Estatus político de Taiwán.
En las elecciones legislativas de 2012 ganó 2 escaños.
En las elecciones municipales de 2014 la Unión Solidaridad No Partidista ganó sólo 2 concejales con el 0,46% de los votos.